# Philibert Babou de la Bourdaisière
Philibert Babou de la Bourdaisière (ur. w 1513 w Brisighelli, zm. 25 stycznia 1570 w Rzymie) – francuski kardynał.

## Życiorys
Urodził się w 1513 roku w Brisighelli, jako syn Philiberta Naldiego Babou i Marii Gaudin. Studiował grekę i łacinę na Uniwersytecie Paryskim. 13 stycznia 1533 roku został wybrany biskupem Angoulême, pozostając w randze administratora apostolskiego do momentu osiągnięcia wieku kanonicznego. Pełnił funkcję ambasadora Francji w Rzymie. 26 lutego 1561 roku został kreowany kardynałem prezbiterem i otrzymał kościół tytularny San Sisto. W 1562 roku był administratorem diecezji Auxerre, natomiast w 1570 – kamerlingiem Kolegium Kardynałów. W 1567 roku zrezygnował z zarządzania diecezją. Zmarł 25 stycznia 1570 roku w Rzymie.